# Alsórajk
Alsórajk è un comune dell'Ungheria di 416 abitanti (dati 2001). È situato nella contea di Zala.